# Hubertuskreuz

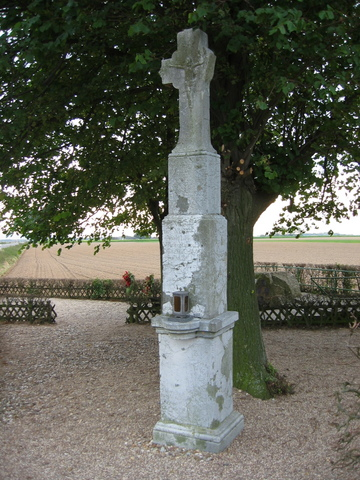
Hubertuskreuz

Das Hubertuskreuz steht direkt an der Landstraße 228, die Linnich mit Lindern verbindet. Es wurde 1776 als Erinnerung an die Schlacht bei Linnich zwischen dem Herzogtum Geldern und dem Herzogtum Jülich-Berg, die am 3. November 1444 auf diesem Feld tobte, gebaut.
Genau 500 Jahre später, am 22. November 1944, während des Zweiten Weltkrieges, fand an gleicher Stelle eine Panzerschlacht statt, bei der das Hubertuskreuz eine heute noch sichtbare Beschädigung erlitt.
Im Gedenken an diese Schlacht treffen sich alljährlich im November Veteranen der damaligen Kriegsparteien zu einer Kranzniederlegung. Auch ein Gedenkstein erinnert an die Gefallenen dieser Schlacht.
Die Inschrift ist stark verwittert und kaum lesbar.
Der Name stammt vom heiligen Hubertus von Lüttich, dem das Kreuz gewidmet ist.
Die Hubertusschlacht trägt ihren Namen nach dem Tag, an dem sie stattgefunden hat; es war der 3. November, der Namenstag des heiligen Hubertus.
Aus Dankbarkeit über den errungenen Sieg stiftete Herzog Gerhard (Jülich-Berg) den Hubertusorden, der bis in unsere Tage – heute als Hausorden derer von Wittelsbach – verliehen wird.